# Ritratto di Francesco I de' Medici giovinetto
Il ritratto di Francesco I de' Medici giovinetto che tiene tra le mani un foglio bianco è un olio su tavola di Agnolo di Cosimo, detto il Bronzino. Il dipinto è citato dal Vasari.

## Descrizione
Il granduca di Toscana Francesco I de' Medici (Firenze, 25 marzo 1541– Poggio a Caiano, 19 ottobre 1587), era figlio di Cosimo I de' Medici e della sua  prima moglie Eleonora di Toledo.
Di questo piccolo dipinto, presentato dentro una cornice, forse ottocentesca, di legno intagliato e dorato, parla Giorgio Vasari nelle sue Vite, attribuendolo al Bronzino. Entrato nelle collezioni degli Uffizi nel 1863, come ritratto di Ferdinando I de' Medici, fu identificato dalla Becherrucci, nel 1944, come ritratto di Francesco I, che fu il secondo granduca di Toscana. Nella stessa occasione la Becherucci identificò anche il piccolo ritratto di Maria di Cosimo de' Medici, dipinto coevo del Bronzino.
Con lettera, scritta da Pisa il 27 gennaio 1551 al maggiordomo del granduca P. F. Riccio, Bronzino dichiarava di aver terminato tre piccoli ritratti dei figli bambini del granduca Cosimo I e di attendere il ritorno della famiglia de' Medici a Livorno, perché allora farà il S.or Don Francesco. Il 31 luglio dello stesso anno Luca Martini, da Pisa, scrisse al Riccio di aver spedito a Firenze due ritratti di Francesco de' Medici, uno dei quali probabilmente è questo. Tre piccoli ritratti dei bambini de' Medici sono ricordati in un elenco del 1553 della Guardaroba granducale.
Il giovanissimo de' Medici è vestito di un severo abito nero di velluto, con ricami in filo d'oro. Il colletto tondo, stretto al collo, lascia appena fuoriuscire i due pizzi della camicia bianca ricamata. Dalle maniche attillate sfugge appena l'orlo della camicia. Il bimbo stringe tra le mani un foglio di carta, piegato in due, forse una lettera, di cui non si leggono le parole. Nessuna concessione alla vitalità dell'infanzia: lo sguardo del bambino, senza traccia di sorriso, si perde in lontananza.

## Esposizioni
- Mostra del Cinquecento toscano, Firenze, 1940.
- Bronzino: pittore e poeta alla corte dei Medici, Firenze, 2010.